# Augusto García Sánchez
Augusto García Sánchez, fallecido en Pontevedra en abril de 1978, fue un químico y político gallego.

## Trayectoria
En 1935 inició sus estudios de Química en la Universidad de Santiago de Compostela, finalizándolos en 1942.Fue decano de la Facultad de Química de Galicia, y alcalde de Pontevedra desde el 16 de mayo de 1970 al 1 de febrero de 1974.
En 1934 participó como alumno del Instituto de Pontevedra en la representación de la obra Sinxebra de Armando Cotarelo Valledor. Sus inquietudes musicales le llevaron a convertirse en director del Conservatorio y presidente de la Coral Polifónica de Pontevedra y de la Sociedad Filarmónica.
En 1978 el ayuntamiento de Pontevedra le dedicó una avenida en la ciudad.

## Vida personal
En 1945 se casó con María Luisa Limeses Cotarelo. Fue padre de seis hijos, entre ellos Pedro, Miguel y Luis García Limeses.
| Predecesor: Ricardo García Borregón | Alcalde de Pontevedra 1970-1974 | Sucesor: Joaquín Queizán Taboada |